# Plurale maiestatis
Il plurale maiestatis o plurale maiestatico (dal latino pluralis maiestatis, plurale di maestà) si ha, nella lingua parlata o scritta, quando chi scrive si riferisce a sé stesso usando la prima persona plurale anziché singolare.

## Descrizione
(preambolo allo Statuto Albertino)
Quest'uso, già diffuso nell'antica Roma (è per esempio la forma principale usata nelle opere autobiografiche di Marco Tullio Cicerone), è rimasto nella tradizione di molti paesi come modo d'espressione formale soprattutto di sovrani e papi (da cui il nome "maiestatico"), in quanto adatto all'immagine istituzionale, e quindi anche astratta e corale, associata a questi ruoli.
I Re d'Italia smisero di usare il plurale maiestatico, ufficiosamente, in momenti critici in cui si voleva trasmettere un sentimento di vicinanza alla popolazione, come nel discorso di Vittorio Emanuele III del 10 settembre 1943 trasmesso da Radio Bari.
Oggi, il pluralis maiestatis è caduto quasi completamente in disuso (fu papa Giovanni Paolo I a mettere fine al suo uso nella Chiesa cattolica nei discorsi pubblici, anche se esso è tuttora in uso negli scritti ufficiali del Papa; papa Giovanni XXIII lo usava solo in discorsi formali e negli scritti, ad esempio non lo fece nel celebre "discorso della luna" o in quello ai carcerati di Regina Coeli) e rimane soprattutto come espediente retorico (non raramente con intenti umoristici o ironici).
Resta tuttavia in uso in ambito universitario, negli atti ufficiali emanati dal rettore (es. Noi Magnifico Rettore...) ed in Massoneria, nelle comunicazioni ufficiali dei Maestri Venerabili.